# 哈勒哈勒
哈勒哈勒是伊朗的城市，位於該國西北部，由阿爾達比勒省負責管轄，距離首都德黑蘭549公里，海拔高度1,843米，2006年人口38,521，居民大多是阿塞拜疆族。